# Parigi-Tours 2012
La Parigi-Tours 2012, centoseiesima edizione della corsa ciclistica e valevole come prova del circuito UCI Europe Tour 2012 categoria 1.HC, si svolse il 7 ottobre 2012, per un percorso totale di 235,5 km. Fu vinta dall'italiano Marco Marcato, al traguardo con il tempo di 4h50'34" alla media di 48,62 km/h.
Al traguardo 147 ciclisti portarono a termine il percorso entro il tempo massimo.
L’elevata media oraria alla quale fu percorsa la gara valse al vincitore il nastro giallo.

## Squadre e corridori partecipanti
| N.      | Cod. | Squadra                     |
| ------- | ---- | --------------------------- |
| 1-8     | BMC  | BMC Racing Team             |
| 11-18   | VCD  | Vacansoleil-DCM             |
| 21-28   | STB  | Team Saxo Bank-Tinkoff Bank |
| 31-38   | SKY  | Sky Procycling              |
| 41-48   | OPQ  | Omega Pharma-Quickstep      |
| 51-58   | KAT  | Katusha Team                |
| 61-68   | TT1  | Team Type 1-Sanofi          |
| 71-78   | FDJ  | FDJ-BigMat                  |
| 81-88   | RNT  | RadioShack-Nissan           |
| 91-98   | ARG  | Argos-Shimano               |
| 101-108 | ALM  | AG2R La Mondiale            |
| 111-118 | GRS  | Garmin-Sharp                |
| 121-128 | SAU  | Saur-Sojasun                |

| N.      | Cod. | Squadra                       |
| ------- | ---- | ----------------------------- |
| 131-138 | RAB  | Rabobank Cycling Team         |
| 141-148 | COF  | Cofidis, le Crédit en Ligne   |
| 151-158 | LTB  | Lotto-Belisol Team            |
| 161-170 | TSV  | Topsport Vlaanderen-Mercator  |
| 171-178 | EUC  | Team Europcar                 |
| 181-188 | OGE  | Orica-GreenEDGE               |
| 191-198 | EUS  | Euskaltel-Euskadi             |
| 201-208 | BSC  | Bretagne-Schuller             |
| 211-218 | ACC  | Accent Jobs-Willems Veranda's |
| 221-228 | LAN  | Landbouwkrediet-Euphny        |
| 231-238 | AUB  | Auber 93                      |
| 241-248 | LPM  | La Pomme Marseille            |

## Ordine d'arrivo (Top 10)
| Pos. | Corridore         | Squadra       | Tempo    |
| ---- | ----------------- | ------------- | -------- |
| 1    | Marco Marcato     | Vacansoleil   | 4h50'34" |
| 2    | Laurens De Vreese | Topsport Vl.  | s.t.     |
| 3    | Niki Terpstra     | Omega Pharma  | s.t.     |
| 4    | John Degenkolb    | Argos-Shimano | a 6"     |
| 5    | Laurent Pichon    | Bretagne      | a 12"    |
| 6    | Greg Van Avermaet | BMC           | s.t.     |
| 7    | Björn Leukemans   | Vacansoleil   | s.t.     |
| 8    | Jonathan Hivert   | Saur-Sojasun  | a 19"    |
| 9    | Jens Keukeleire   | Orica         | s.t.     |
| 10   | Zdeněk Štybar     | Omega Pharma  | s.t.     |